# 武川米
武川米は、山梨県西北部の武川筋にて生産されるコシヒカリの産地ブランド米である。

## 概要
山梨県内を中心に新潟県魚沼産の「コシヒカリ」と同等のブランド米として認知され、高い人気を誇っている米である。
かつて江戸時代に甲斐国では富士川舟運を通じて江戸への年貢米回送を行っていたが、武川米は武川筋で産出され徳川将軍家に献上されていたと言われる。ただしこの歴史的背景とブランド米としての「武川米」に直接の関係はない。
中央自動車道の初狩パーキングエリア（上り線）ではこの武川米を使ったおにぎりがここの売りになっているほか、昨今では県内道の駅での販売やネット通販などの広がりによりそのおいしさを手軽に味わうことができるようになった。

## 別名
- 48米：品種である「農林48号」が由来。
- 梨北米：梨北農業協同組合管内で栽培された米。品種は武川米と同じ「農林48号」であるが、武川筋でない地域でも栽培されているため、別名となっている。